# Drosophila bhagamandalensis
Drosophila bhagamandalensis är en tvåvingeart som beskrevs av Muniyappa, Reddy och Krishnamurthy 1981. Drosophila bhagamandalensis ingår i släktet Drosophila och familjen daggflugor.
Artens utbredningsområde är Indien.